# 塔水河遗址
塔水河遗址，位于山西陵川县夺火乡塔水河村，是一处岩洞型的岩棚遗址。
遗址出土了人类头盖骨化石、哺乳动物化石、石制品、烧骨等，还发现有大量破碎骨片及灰烬层，遗址距今约2.6万年。2006年，被选为第六批全国重点文物保护单位。